# Harada Yoshito (Germanist)
Harada Yoshito (japanisch 原田 義人; geboren 5. August 1918 in Tokio; gestorben 1. August 1960) war ein japanischer Germanist in der späten Shōwa-Zeit und Professor an der Universität Tokio. 

## Leben und Wirken
Harada Yoshito studierte an der Universität Tokio. 1945 brachte er, zusammen mit Katō Shūichi (1919–2008) und anderen, das Magazin „Hakobune“ (方舟) – „Arche“ heraus und war für die Redaktion verantwortlich. 1929 zog er als Japanischdozent an die Universität Hamburg nach Deutschland. Er interessierte sich unter anderem für Kafka, Bloch und führte in seinen Vorlesungen in die moderne deutsche Literatur ein. Er starb am 1. August 1960, einen Monat nachdem er Professor an seiner Alma Mater geworden war, nur 41 Jahre alt.
Zu Haradas Werken gehören
- „Gendai Doitsu Bungaku-ron“ (現代ドイツ文学論) – „Zur modernen deutschen Literatur“, 1949
- „Doitsu Bungaku Nyūmon“ (ドイツ文学入門) – „Einführung in die deutsche Literatur“, 1952
- „Doitsu no Sengoku Bungaku“ (ドイツの戦後文学) – „Die deutsche Nachkriegsliteratur“, 1954
- „Bungaku ni shitashimu“ (文学に親しむために) – „Mit der Literatur vertraut werden“, 1960

Zu Haradas posthumen Werken gehört „Han-Shinwa no Kisetsu“ (反神話の季節) – etwa „Zeit für Antilegenden“. Zu seinen übersetzten Büchern gehören „Gendai Doitsu Bungaku-ron“ (現代ドイツ文学論) – „Zur modernen deutschen Literatur“ und Kafkas „Der Process“.